# 164 км (платформа)
Платформа 164 км — пасажирський залізничний зупинний пункт Дніпровської дирекції Придніпровської залізниці на електрифікованій лінії Запоріжжя-Кам'янське — Нижньодніпровськ-Вузол між зупинними пунктами Платформа 160 км (4 км) та Платформа 165 км (1 км). Розташований у смт Карнаухівка Південного району міста Кам'янське. Неподалік пролягає автошлях національного значення Н08 (Бориспіль — Дніпро — Маріуполь).

## Пасажирське сполучення
На платформі 164 км зупиняються приміські електропоїзди західного напрямку станції Дніпро.